# 萊利斯塔德機場
莱利斯塔德机场 （荷蘭語：Luchthaven Lelystad），是一座位於荷蘭弗莱福兰省南南東方3.5 NM（6.5 km；4.0 mi） 處的机场，為該國最大的通用航空機場。1971年進行了首次飛行，1973年獲得官方認證。1993年由皇家史基浦集團接管。機場內附設一間航空博物館，館內展出一架前荷蘭皇家航空的波音747-200型飛機。

## 外部連結
- 官方网站